# ニネット・ド・ヴァロア

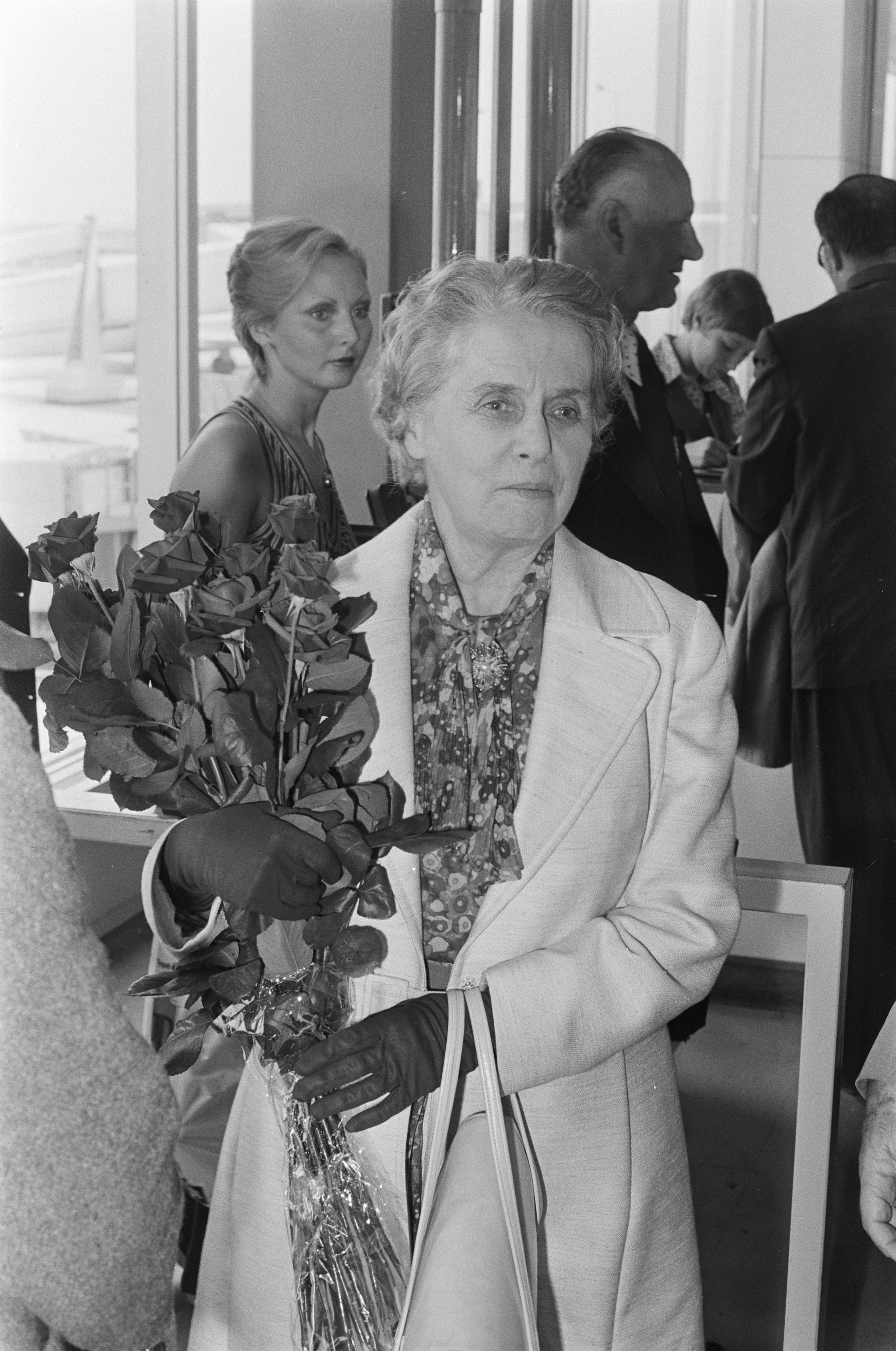
ニネット・ド・ヴァロワ (1974)

ニネット・ド・ヴァロワ（Dame Ninette de Valois OM CH DBE, 1898年6月6日 - 2001年3月8日）は、アイルランド生まれのバレエダンサー、振付家。本名はエドリス・スタナス（Edris Stannus）。

## 生涯
ダブリンに生まれる。チェケッティはじめ、多くの舞踊教師に学び、1914年初舞台。主にロンドンで踊った。
1923年から1925年まで、セルゲイ・ディアギレフ主催のバレエ・リュスに参加。その間、ニナ・ドヴァロワ（Nina Devalois）と名乗った。1926年春、バレエ学校をロンドンに設立。同年にオールド・ヴィック劇場のオーナーであるリリアン・ベイリス（Lilian Baylis, 1874年 - 1937年）と知り合い、劇場のために振り付けをした。
1931年、サドラーズ・ウェルズ劇場に付属のバレエ学校を設立し、専属のバレエ団を組織。これが発展し、イギリス最初の優れたバレエ団となった。第二次世界大戦後、サドラーズ・ウェルズ・バレエ団は本拠地をコヴェント・ガーデンに移し、王族を名誉総裁に迎え、1957年からロイヤル・バレエ団と改称した。
1950年、フランスよりレジオンドヌール勲章を与えられた。1951年、舞踊発展に尽くした功績により、デイム（Dame）の称号が与えられた。1964年アルバート・メダル受賞。
自分の名前を冠した賞も作られた。